# Rudbeckiinae
Rudbeckiinae je maleni podtribus glavočika,  dio tribusa Heliantheae. Sastoji se od dva roda iz Sjeverne Amerike i Meksika

## Opis
Pripadnici ovog podplemena su jednogodišnje i dvogodišnje raslinje i trajnice. Narastu od  20–300 cm. Rodovi Rudbeckiinae tradicionalno su bili uključeni u Verbesininae (npr. G. Bentham 1873) ili u Helianthinae (npr. T. F. Stuessy 1977[1978]).

## Rodovi
1. Ratibida Raf. (7 spp.)
2. Rudbeckia L. (32 spp.)